# ホームレス自立支援施設
ホームレス自立支援施設（ホームレスじりつしえんしせつ）とは厚生労働省のホームレスの自立の支援等に関する特別措置法に基づき、各地方公共団体がホームレス自立支援政策を制定し設置したものがそう呼ばれる。（またはホームレス自立支援センター）

## 概要
様々な理由によりホームレス状態になった人々に対し、一時的な宿泊場所と食事などを提供するとともに、生活指導や就労指導を行い、ホームレス状態の脱却を目的とする施設。
入所できるのは、自立の意思があるホームレスだけである。
東京都、神奈川県、大阪府、愛知県、福岡県などにあり、主に福祉事務所経由での入所となる。
利用期間や定員、支援内容は各施設ごとに異なる。
自立支援施設とシェルターの機能を両方備えるタイプの施設もある。各自治体の条例により様々なタイプがある。

## 各地のホームレス自立支援施設

### 大阪市
- 自立支援センター舞洲

平成18年1月6日に大阪市此花区北港白津2丁目に開設された施設である。大阪市所有の土地・建物を利用する「通常型」と、業務委託された民間事業者がセンター周辺の民間賃貸マンション・アパートなどを有償で賃借し入所者を住まわせる「賃貸住宅型」がある。入所できるのは、就労意欲のあるホームレス等となっている。